# Championnat de Suisse féminin de football 1985-1986
Navigation
Édition précédente Édition suivante
Le Championnat de Suisse de football féminin 1985-1986 est la 16e édition de la Ligue nationale A (LNA), opposant les dix meilleurs clubs de football féminin en Suisse.
Les équipes se rencontrent deux fois.
Le tenant du titre est le FFC Zurich Seebach. Le FFC Berne termine à la première place et remporte son 4e titre de champion.

## Clubs participants
- FFC Berne
- FFC Zurich Seebach
- Weinfelden
- Blue Star Zurich
- Rapid Lugano
- Rudolfstetten
- Veltheim
- Sursee
- FC Saint-Gall
- FC Schaffhouse

## Classement
| Rang | Équipe               | Pts | J  | G  | N | P  | Bp | Bc | Diff |
| ---- | -------------------- | --- | -- | -- | - | -- | -- | -- | ---- |
| 1    | FFC Berne            | 34  | 18 | 17 | 0 | 1  | 64 | 19 | +45  |
| 2    | FFC Zurich Seebach T | 33  | 18 | 16 | 1 | 1  | 95 | 21 | +74  |
| 3    | Rapid Lugano         | 19  | 18 | 8  | 3 | 7  | 37 | 29 | +8   |
| 4    | Veltheim             | 16  | 18 | 6  | 4 | 8  | 33 | 44 | -11  |
| 5    | Blue Star Zurich     | 16  | 18 | 7  | 2 | 9  | 40 | 40 | 0    |
| 6    | Sursee               | 15  | 18 | 6  | 3 | 9  | 31 | 55 | -24  |
| 7    | FC Saint-Gall        | 14  | 18 | 4  | 6 | 8  | 36 | 60 | -24  |
| 8    | Weinfelden           | 13  | 18 | 5  | 3 | 10 | 22 | 36 | -14  |
| 9    | Rudolfstetten        | 13  | 18 | 5  | 3 | 10 | 28 | 46 | -18  |
| 10   | FC Schaffhouse       | 7   | 18 | 3  | 1 | 14 | 13 | 49 | -36  |

Légende
- Champion
- Relégation en LNB

Abréviations
T : Tenant du titre

P : Promu
En fin de saison, Weinfelden et Rudolfstetten étant à égalité de point un match d'appui est organisé, Weinfelden gagne 4 à 3, mais se retire ensuite de la première division, laissant la place à un troisième promu.